# Muhamed Konjić
Muhamed Konjić (Tuzla, 14 maggio 1970) è un ex calciatore bosniaco, di ruolo difensore.